# Schtonk!
Schtonk! är en tysk satirisk komedifilm från 1992 i regi av Helmut Dietl med manus av den samme och Ulrich Limmer. Filmen är baserad på skandalen kring Hitlers dagböcker 1983. Filmen tilldelades Tyska filmpriset för bästa film.

## Rollista i urval
Följande skådespelare medverkar i filmen:
- Götz George – Hermann Willié
- Uwe Ochsenknecht – Fritz Knobel
- Christiane Hörbiger – Freya von Hepp
- Rolf Hoppe – Karl Lentz
- Dagmar Manzel – Biggi
- Veronica Ferres – Martha
- Ulrich Mühe – Dr. Wieland
- Martin Benrath – Uwe Esser
- Hermann Lause – Kurt Glück
- Karl Schönböck – Professor Strasser

## Produktion

### Inspelning
Filminspelningen skedde under 91 dagar från den 24 april till den 24 juli 1991.